# Leptostylus dubitans
Leptostylus dubitans är en skalbaggsart som beskrevs av Bates 1885. Leptostylus dubitans ingår i släktet Leptostylus och familjen långhorningar. Inga underarter finns listade i Catalogue of Life.